# Liste der Biografien/Yav
Liste der Biografien |
Portal Biografien |
Personensuche
# |
A |
B |
C |
D |
E |
F |
G |
H |
I |
J |
K |
L |
M |
N |
O |
P |
Q |
R |
S |
T |
U |
V |
W |
X |
Y |
Z |
?
 
Ya |
Yb |
Yc |
Yd |
Ye |
Yf |
Yg |
Yh |
Yi |
Yk |
Yl |
Ym |
Yn |
Yo |
Yp |
Yr |
Ys |
Yt |
Yu |
Yv |
Yw |
Yx |
Yz
 
Yaa |
Yab |
Yac |
Yad |
Yae |
Yaf |
Yag |
Yah |
Yai |
Yaj |
Yak |
Yal |
Yam |
Yan |
Yao |
Yap |
Yaq |
Yar |
Yas |
Yat |
Yau |
Yav |
Yaw |
Yax |
Yay |
Yaz
Die Liste der Biografien führt alle Personen auf, die in der deutschsprachigen Wikipedia einen Artikel haben. Dieses ist eine Teilliste mit 32 Einträgen von Personen, deren Namen mit den Buchstaben „Yav“ beginnt.

## Yav

### Yava
- Yávar, Guillermo (* 1943), chilenischer Fußballspieler
- Yavarivafa, Dorsa (* 2003), iranische Badmintonspielerin
- Yavaş, Ali (* 1950), türkischer Fußballspieler, -trainer und -funktionär
- Yavaş, Lale (* 1978), Schweizer Schauspielerin
- Yavaş, Mansur (* 1955), türkischer Jurist und Politiker (CHP)Mansur Yavaş (* 1955)

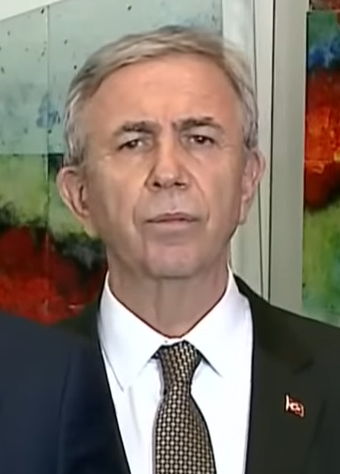
Mansur Yavaş (* 1955)

- Yavaş, Serhan (* 1972), türkischer Schauspieler und Model
- Yavaşer, Gökhan (* 1978), türkischer Ringer

### Yave
- Yavetz, Zvi (1925–2013), israelischer Althistoriker

### Yavi
- Yavi, Winfred Mutile (* 1999), bahrainische Leichtathletin kenianischer Herkunft
- Yavitz, Jaime (1933–2016), uruguayischer Schauspieler, Theaterregisseur und Dozent

### Yavm
- Yavman, Yılmaz (* 1949), türkischer Fußballspieler

### Yavn
- Yavnai, Alon (* 1969), israelischer Jazzpianist und Komponist
- Yavno, Max (1911–1985), US-amerikanischer Fotograf

### Yavo
- Yavorskaya, Lydia (1871–1921), Schauspielerin und Theaterdirektorin in St. Petersburg und London

### Yavr
- Yavru, Zeki (* 1991), türkischer Fußballspieler
- Yavrucuk, Sumru (* 1961), türkische Schauspielerin

### Yavs
- Yavsaner, Semih (* 1979), Schweizer Komiker und MusikerSemih Yavsaner (* 1979)

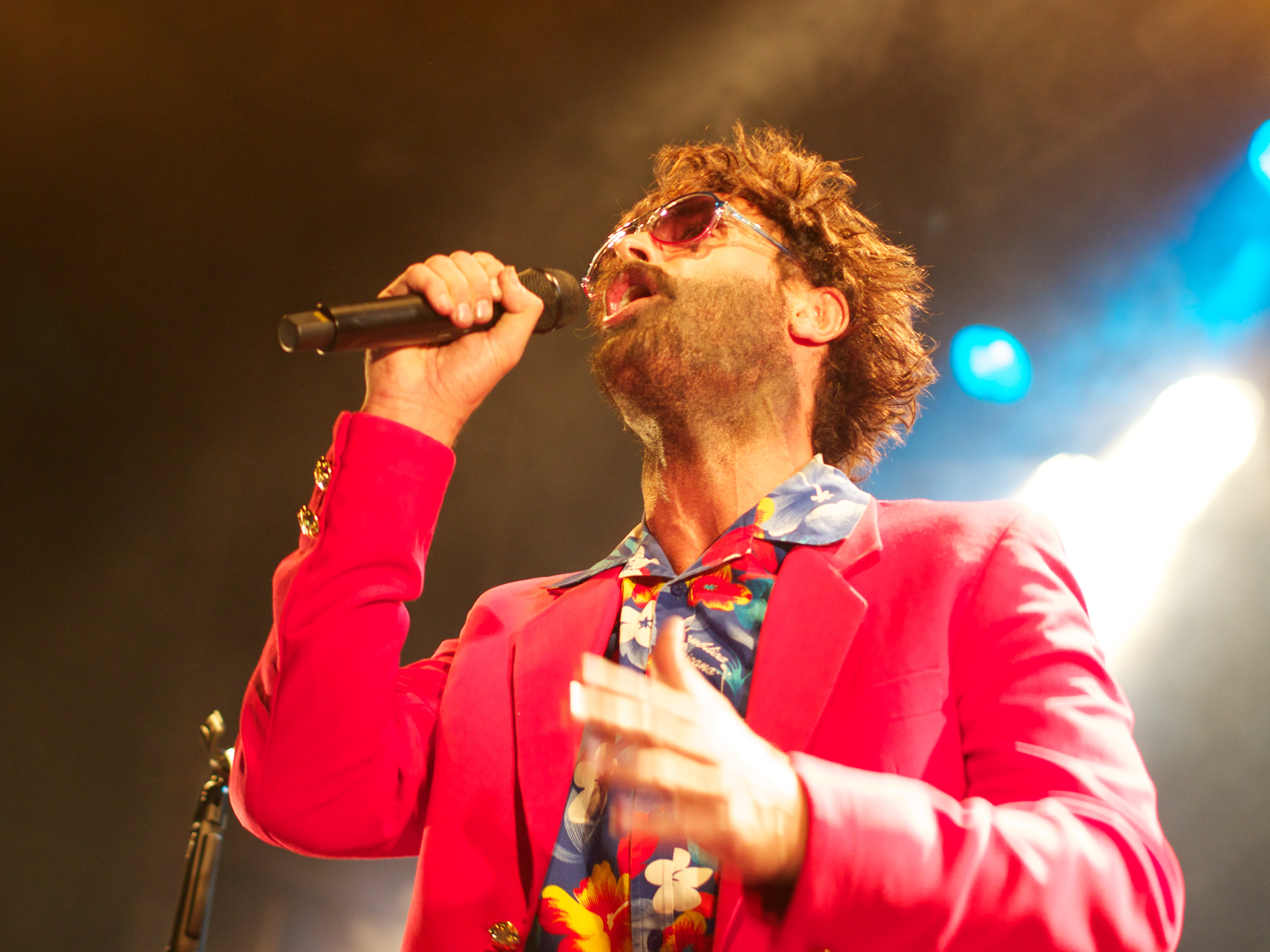
Semih Yavsaner (* 1979)

### Yavu
- Yavuz, Bülent (1950–2021), türkischer Fußballschiedsrichter
- Yavuz, Emre (* 1990), türkischer Pianist
- Yavuz, Emre (* 1992), türkischer Fußballspieler
- Yavuz, Erdinç (* 1978), türkischer Fußballspieler
- Yavuz, Hakan (* 1997), türkischer Fußballspieler
- Yavuz, İbrahim (* 1982), türkischer Fußballspieler
- Yavuz, Kamuran (* 1947), türkischer Fußballspieler und -trainer
- Yavuz, Karaman (* 1958), deutscher Filmregisseur und -autor in Hamburg
- Yavuz, Meriç (* 1965), deutsch-türkischer Fußballspieler
- Yavuz, Mustafa (* 1994), österreichischer Fußballspieler
- Yavuz, Seval (* 1970), türkische Sängerin und Sazspielerin
- Yavuz, Yiğit (* 1996), türkischer Fußballspieler
- Yavuz, Yüksel (* 1964), kurdischstämmiger Autorenfilmer
- Yavuzarslan, Oktay (* 1980), türkischer Eishockeyspieler
- Yavuzaslan, Altay (1942–1997), türkischer Fußballspieler